# Euxoa scholastica
Euxoa scholastica är en fjärilsart som beskrevs av Mcdunnough 1920. Euxoa scholastica ingår i släktet Euxoa och familjen nattflyn. Inga underarter finns listade i Catalogue of Life.